# Flashing breasts

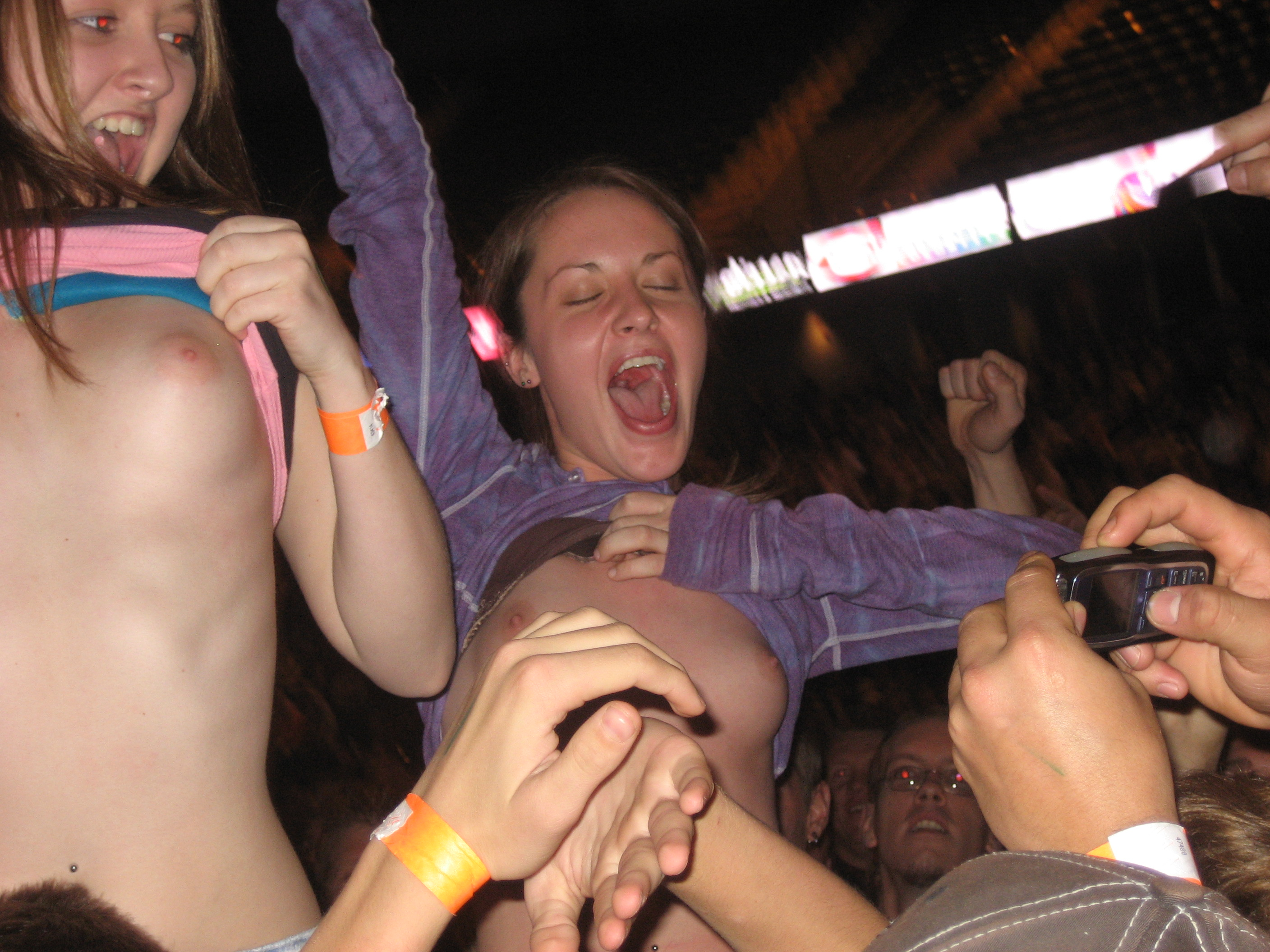
Fotografía tomada durante un concierto en Moline (Illinois) el 5 de noviembre de 2006.

El flashing breasts (en español, «pechos fugaces») es un gesto de transgresión o autoafirmación femenina, frecuente en ciertos eventos o lugares especialmente concurridos de Europa y América. Tiene su origen en la euforia futbolística sobrevenida a la obtención de un gol.